# Luis Felipe del Palatinado-Guttenberg
Luis Felipe del Palatinado-Guttenberg (29 de noviembre de 1577-Heidelberg, 24 de octubre de 1601) fue co-conde Palatino de Veldenz y duque de Guttenberg desde 1598 hasta 1601.

## Vida
Luis Felipe fue el tercer hijo del conde Palatino Jorge Juan I de Veldenz (1543-1592) de su matrimonio con Ana Maria (1545-1610), hija del rey Gustavo I de Suecia.
Luis Felipe siguió a su padre en 1592 después de una división de bienes junto con su hermano menor Jorge Juan II en el gobierno de Guttenberg. Sus hermanos mayores Jorge Gustavo y Juan Augusto recibieron Veldenz o Lützelstein. Hasta 1595, Luis Felipe estaba bajo la tutela de su madre y su hermano mayor Jorge Gustavo.
Luis Felipe murió soltero y sin hijos a la edad de 23 años a causa de una lesión ocular grave, que había recibido en un torneo en Heidelberg. Probablemente fue enterrado también en la Iglesia del Espíritu Santo de Heidelberg.